# Spektakelhuset i Karlskrona
Spektakelhuset, även kallat Operahuset och Teaterhuset, var en historisk teater i Karlskrona, invigd 1784. Det var Sveriges tredje teater utanför Stockholm, efter Egges teater (1762) och Comediehuset (1779), jämsides med Spektakelhuset i Gävle.
Spektakelhuset öppnade på Varvsgatan i kvarteret Västerudden i en byggnad kallad Stora Materielhuset inför Gustav III:s besök i staden år 1784. Liksom i övriga småstäder under denna tid hade teatern ingen fast personal utan användes av kringresande teatersällskap. Johan von Blanc anordnade 1785-86 uppträdanden och maskerader i Spektakelhuset i Karlskrona. I slutet av 1780-talet uppfördes ett verk av Shakespeare (Hamlet) i teatern, strax efter att det hade uppförts i Göteborg 1787, något som då ännu inte hade förekommit i exempelvis Stockholm. Teatern ägdes av kronan. 
År 1868 ansågs teaterhuset vara för gammalt och uttjänt och stadsfullmäktige beslöt att köpa teatern, riva den och sedan uppföra en ny. Byggnaden revs 1878 och ersattes med Gamla Teatern i Karlskrona, som i sin tur revs 1971.